# Pierre Alexandre Edouard Fleury de Chaboulon
Pierre Alexandre Edouard Fleury de Chaboulon (* 14. April 1779; † 28. September 1835) war Kabinettssekretär von Napoléon Bonaparte.

## Leben
Pierre Alexandre Edouard Fleury de Chaboulon, Kabinettssekretär Napoleons I. nach dessen Rückkehr von Elba, war schon im 16. Jahr Anführer eines Bataillons der Nationalgarde und zog am 5. Oktober 1795 mit den empörten Parisern gegen den Nationalkonvent.
Gefangen, aber in Anbetracht seiner Jugend begnadigt, wurde unter dem Minister Fermont bei der Finanzverwaltung angestellt, arbeitete hierauf als Staatsratsauditeur bei der Domänenverwaltung, wurde später Unterpräfekt in Château-Salins, wo er sich durch Geschicklichkeit und Menschenfreundlichkeit so auszeichnete, dass Napoleon ihm verschiedene Sendungen anvertraute und ihn dann zum Präfekten von Reims ernannte; hier bewies er 1814 den anrückenden Verbündeten gegenüber große Entschiedenheit und Furchtlosigkeit.
Nach der Restauration ging er nach Italien, kehrte während der Hundert Tage nach Frankreich zurück, wurde Napoleons Geheimsekretär und ging als solcher mit einer Sendung nach Basel. Nach Napoleons abermaligem Fall begab er sich nach London, kehrte später zurück, wurde nach der Julirevolution Deputierter; er starb am 28. September 1835.
Er schrieb: Mémoires pour servir à l’histoire de la vie privée, du retour, et du régne de Napoléon en 1815. London 1820. Deutsche Ausgabe: Denkwürdigkeiten über Napoleons Privatleben, Rückkehr und Regierung im Jahre 1815. Hamburg 1820. Es gibt zahlreiche Nachdrucke und Neuauflagen.
Dieser Artikel basiert auf einem gemeinfreien Text aus Meyers Konversations-Lexikon, 4. Auflage von 1888 bis 1890.
| Personendaten    | Personendaten |
| ---------------- | --- |
| NAME             | Fleury de Chaboulon, Pierre Alexandre Edouard |
| ALTERNATIVNAMEN  | Fleury de Chaboulon, Pierre A.; Fleury de Chaboulon, Pierre-Alexandre-Edouard; Chaboulon, Pierre A.; Chaboulon, Pierre-Alexandre-Edouard F. de; Chaboulon, Pierre A. de |
| KURZBESCHREIBUNG | Kabinettssekretär |
| GEBURTSDATUM     | 14. April 1779 |
| STERBEDATUM      | 28. September 1835 |